# Upplands runinskrifter 125
Upplands runinskrifter 125 är två vikingatida runstensfragment av gråsten i Tomteboda, Solna socken och Solna kommun. Det första fragmentet (U 125 A) hittades 1903 på Tomtebodaskolans tomt, men försvann troligen före 1911. Det andra fragmentet (U 125 B) hittades 1915 på samma plats. Troligen härrör båda fragmenten från samma runsten.
Fragment A är 55 centimeter långt och har en största bredd av 38 centimeter. Runstensfragment  B är 42 gånger 37 centimeter stort, med rester av en runslinga med 7,5-8 centimeter höga runor. Detta fragment är uppmålat med röd färg och monterat på en träställning. Av det icke försvunna fragmentet, U 125 B, att döma är ristningen dåligt utförd. Fragment U 125 B fanns förut på Tomtebodaskolan och användes som undervisningsmaterial, men förvaras sedan 2006 i Tomtebodasamlingen i Synskadades museum.

## Inskriften
Translitterering av runraden:
§A suein × ... ...ʀ × s-... 
§B ...-(u)ri × hiþ(a)...
Normalisering till runsvenska:
§A Svæinn ... ... ... 
§B ... ...
Översättning till nusvenska:
§A Sven ... ... ... 
§B ... ...